# Rubus betonicifolius
Rubus betonicifolius är en rosväxtart som beskrevs av Wilhelm Olbers Focke. Rubus betonicifolius ingår i släktet rubusar, och familjen rosväxter. Inga underarter finns listade i Catalogue of Life.